# 移動祝日
移動祝日（いどうしゅくじつ）とは、年によって日付が変動する祝日のことである。移動祝祭日（いどうしゅくさいじつ）とも呼ぶ。

## 曜日に基づく移動祝日
- 成人の日（1月第2月曜日）・海の日（7月第3月曜日）・敬老の日（9月第3月曜日）・スポーツの日（10月第2月曜日）（日本、ハッピーマンデー制度による）
- ワシントン誕生日・戦没将兵追悼記念日・レイバー・デー・コロンブス・デー・キング牧師記念日（アメリカ合衆国・月曜休日統一法による）
- 感謝祭（サンクス・ギビング・デー）（アメリカ合衆国で毎年11月第4木曜日に制定）

## グレゴリオ暦以外の暦法で決定するため移動祝日となるもの
太陰太陽暦に基づく祝日
- 旧正月（中華民国 (台湾)、中華人民共和国、朝鮮民主主義人民共和国 (北朝鮮)、大韓民国、シンガポール、ベトナム社会主義共和国など） - 旧暦1月1日 （農暦年初一）
- 釈迦誕生祭（各国） - 灌仏会（旧暦4月8日）
- 端午（台湾、中国、北朝鮮、大韓民国、シンガポール、ベトナムなど） - 旧暦5月5日
- 中秋節（台湾、中国、北朝鮮、大韓民国、シンガポール、ベトナムなど） - 旧暦8月15日
- 重陽（台湾、中国、北朝鮮、大韓民国、シンガポール、ベトナムなど） - 旧暦9月9日

純粋太陰暦に基づく祝日
- ヒジュラ暦新年（ムスリム） - ヒジュラ暦第1月1日
- アーシューラー（イスラム教シーア派） - ヒジュラ暦第1月10日
- 預言者生誕祭（ムスリム） - ヒジュラ暦第3月12日
- ラマダーン（ムスリム） - ヒジュラ暦第9月
- ラマダーン明け（イード・アル＝フィトル）（ムスリム） - ヒジュラ暦第10月1日
- 犠牲祭（イード・アル＝アドハー）（ムスリム） - ヒジュラ暦第12月10日から4日間

## 天文事象に基づいて決定するため移動祝日となるもの
- 春分の日（日本） 春分点
- 秋分の日（日本） 秋分点
  - 正式な日付は両日とも、国立天文台の観測に基づき、前年2月第1平日付の官報で発表される。
- 復活祭（キリスト教圏の各国） 日付の算出方法についてはコンプトゥスを参照
  - 受難週（Holy Week：復活祭の一週間前の棕櫚の主日から復活祭前日聖土曜日までの週）
  - 昇天祭 復活祭39日後 - 復活祭の日を第1日と数えて40日後。正確な表現では、復活祭の日から数えて6回目の日曜日後の木曜日